# انقلاب تابستانی (فیلم ۲۰۰۳)
«انقلاب تابستانی» (انگلیسی: Summer Solstice (2003 film)) یک درام آمریکایی است که در سال ۲۰۰۵ منتشر شد. از بازیگران آن می‌توان به کارن بلک اشاره کرد.